# Vòng loại Giải vô địch bóng đá thế giới 1994
Vòng loại Giải vô địch bóng đá thế giới 1994 là một loạt các giải đấu được tổ chức bởi 6 liên đoàn trực thuộc FIFA. Giải vô địch bóng đá thế giới 1994 có 24 đội tham dự với một suất dành cho nước chủ nhà (Hoa Kỳ) và một suất dành cho đội đương kim vô địch (Đức). 22 suất còn lại được xác định bằng các trận đấu vòng loại, được 147 đội tuyển, từ 6 liên đoàn FIFA, cạnh tranh.
13 đội rút lui: Liechtenstein, Cuba, Gambia, Burkina Faso, Malawi, Mali, Mauritania, São Tomé và Príncipe, Sierra Leone, Sudan, Uganda, Myanmar và Tây Samoa. 3 đội bị cấm tham dự: Nam Tư, Libya (do các lệnh trừng phạt của LHQ) và Chile (do sự cố El Maracanazo trong vòng loại giải đấu năm 1990).
Có tổng cộng 130 đội thi đấu ít nhất một trận vòng loại. Tổng cộng vòng loại có 497 trận đấu, và 1446 bàn thắng được ghi (2.91 bàn/trận).
Trận đấu vòng loại đầu tiên, giữa Cộng hòa Dominica và Puerto Rico, diễn ra vào ngày 21 tháng 3 năm 1992, và tiền đạo Marcos Lugris của Puerto Rico ghi bàn thắng đầu tiên của vòng loại. Vòng loại kết thúc vào ngày 17 tháng 11 năm 1993, khi vòng loại khu vực châu Âu kết thúc và trận play-off OFC–CONMEBOL được diễn ra. 18 trong số 24 quốc gia xếp hạng cao nhất của FIFA cuối cùng vượt qua vòng loại.

## Các đội tuyển vượt qua vòng loại

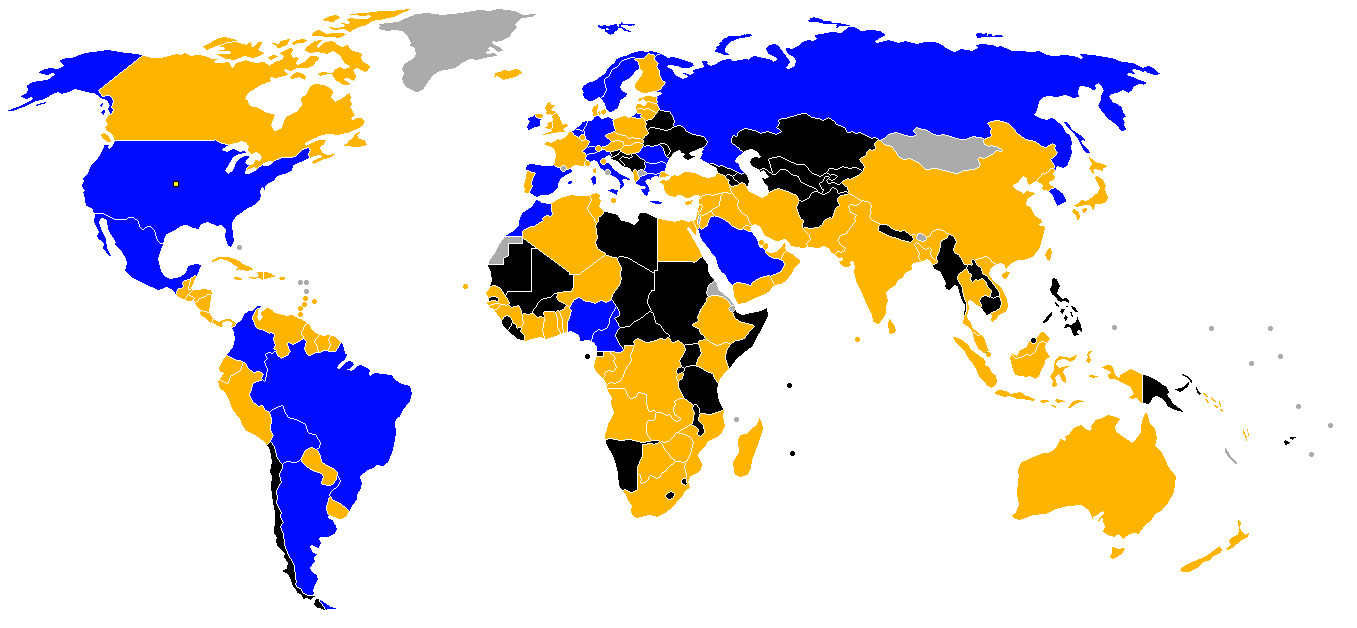
Quốc gia vượt qua vòng loại World Cup
Quốc gia không vượt qua vòng loại
Quốc gia không tham dự World Cup
Quốc gia không phải là thành viên của FIFA

| Đội              | Tư cách vượt qua vòng loại                          | Ngày vượt qua vòng loại | Số lần tham dự | Số lần tham dự liên tiếp | Thành tích tốt nhất          | Xếp hạng FIFA |
| ---------------- | --------------------------------------------------- | ----------------------- | -------------- | ------------------------ | ---------------------------- | ------------- |
| Hoa Kỳ           | Chủ nhà                                             | 4 tháng 7 năm 1988      | 5              | 2                        | Hạng ba (1930)               | 27            |
| Đức              | Đương kim vô địch                                   | 8 tháng 7 năm 1990      | 13             | 11                       | Vô địch (1954, 1974, 1990)   | 3             |
| México           | Nhất bảng vòng cuối khu vực Bắc, Trung Mỹ và Caribe | 9 tháng 5 năm 1993      | 10             | 1 (Lần cuối: 1986)       | Tứ kết (1970, 1986)          | 17            |
| Hy Lạp           | Nhất bảng 5 khu vực châu Âu                         | 23 tháng 5 năm 1993     | 1              | 1                        | –                            | 32            |
| Nga              | Nhì bảng 5 khu vực châu Âu                          | 2 tháng 6 năm 1993      | 8              | 4                        | Hạng tư (1966)               | 14            |
| Colombia         | Nhất bảng A khu vực Nam Mỹ                          | 5 tháng 9 năm 1993      | 3              | 2                        | Vòng 1/16 (1990)             | 21            |
| Bolivia          | Nhì bảng B khu vực Nam Mỹ                           | 19 tháng 9 năm 1993     | 3              | 1 (Làn cuối: 1950)       | Vòng bảng (1930, 1950)       | 59            |
| Brasil           | Nhất bảng B khu vực Nam Mỹ                          | 19 tháng 9 năm 1993     | 15             | 15                       | Vo địch (1958, 1962, 1970)   | 4             |
| Nigeria          | Nhất bảng A vòng cuối khu vực châu Phi              | 8 tháng 10 năm 1993     | 1              | 1                        | –                            | 16            |
| Cameroon         | Nhất bảng C vòng cuối khu vực châu Phi              | 10 tháng 10 năm 1993    | 3              | 2                        | Tứ kết (1990)                | 24            |
| Maroc            | Nhất bảng B vòng cuối khu vực châu Phi              | 10 tháng 10 năm 1993    | 3              | 1 (Lần cuối: 1986)       | Vòng 1/16 (1986)             | 30            |
| Na Uy            | Nhất bảng 2 khu vực châu Âu                         | 13 tháng 10 năm 1993    | 2              | 1 (Lần cuối: 1938)       | Vòng 1/16 (1938)             | 5             |
| Hàn Quốc         | Nhì bảng vòng cuối khu vực châu Á                   | 28 tháng 10 năm 1993    | 4              | 3                        | Vòng bảng (1954, 1986, 1990) | 39            |
| Ả Rập Xê Út      | Nhất bảng vòng cuối khu vực châu Á                  | 28 tháng 10 năm 1993    | 1              | 1                        | –                            | 38            |
| Thụy Điển        | Nhất bảng 6 khu vực châu Âu                         | 10 tháng 11 năm 1993    | 9              | 2                        | Á quân (1958)                | 11            |
| Bỉ               | Nhì bảng 4 khu vực châu Âu                          | 17 tháng 11 năm 1993    | 9              | 4                        | Hạng tư (1986)               | 22            |
| Bulgaria         | Nhì bảng 6 khu vực châu Âu                          | 17 tháng 11 năm 1993    | 6              | 1 (Lần cuối: 1986)       | Vòng 1/16 (1986)             | 23            |
| Ý                | Nhất bảng 1 khu vực châu Âu                         | 17 tháng 11 năm 1993    | 13             | 9                        | Vô địch (1934, 1938, 1982)   | 1             |
| Hà Lan           | Nhì bảng 2 khu vực châu Âu                          | 17 tháng 11 năm 1993    | 6              | 2                        | Á quân (1974, 1978)          | 2             |
| Cộng hòa Ireland | Nhì bảng 3 khu vực châu Âu                          | 17 tháng 11 năm 1993    | 2              | 2                        | Tứ kết (1990)                | 13            |
| România          | Nhất bảng 4 khu vực châu Âu                         | 17 tháng 11 năm 1993    | 6              | 2                        | Vòng 1/16 (1934, 1938, 1990) | 12            |
| Tây Ban Nha      | Nhất bảng 3 khu vực châu Âu                         | 17 tháng 11 năm 1993    | 9              | 5                        | Hạng tư (1950)               | 7             |
| Thụy Sĩ          | Nhì bảng 1 khu vực châu Âu                          | 17 tháng 11 năm 1993    | 7              | 1 (Lần cuối: 1966)       | Tứ kết (1934, 1938, 1954)    | 9             |
| Argentina        | Thắng vòng play-off liên lục địa                    | 17 tháng 11 năm 1993    | 11             | 6                        | Vô địch (1978, 1986)         | 9             |

1. ↑  Bảng xếp hạng vào ngày 19 tháng 11 năm 1993. Đây là bảng xếp hạng được sử dụng cho lễ bốc thăm.[6]
2. ↑  Đây là lần thứ 3 Đức tham dự giải vô địch bóng đá thế giới. Tuy nhiên FIFA tính kết quả của Tây Đức như của Đức.
3. ↑  Kết quả tốt nhất của Đức là hạng ba vào năm 1934. Tuy nhiên FIFA tính kết quả của Tây Đức như của Đức.
4. ↑  Đây là lần đầu tiên Nga tham dự giải vô địch bóng đá thế giới. Tuy nhiên FIFA tính Nga là đội kế thừa của Liên Xô.

6 trong số 24 đội sau đó không vượt qua vòng loại giải đấu năm 1998: Bolivia, Hy Lạp, Ireland, Nga, Thụy Điển và Thụy Sĩ.

## Phân bổ suất dự vòng chung kết
|           |                |                      |                |                                |                        |                         |  |  |
| Liên đoàn | Số đội tham dự | Số đội qua vòng loại | Số đội bị loại | Tổng số suất dự vòng chung kết | Ngày bắt đầu vòng loại | Ngày kết thúc vòng loại |  |  |
| AFC       | 29             | 2                    | 27             | 2                              | 8 tháng 4 năm 1993     | 28 tháng 10 năm 1993    |  |  |
| CAF       | 40             | 3                    | 37             | 3                              | 9 tháng 10 năm 1992    | 10 tháng 10 năm 1993    |  |  |
| CONCACAF  | 22+1           | 1+1                  | 21             | 1+1                            | 21 tháng 3 năm 1992    | 15 tháng 8 năm 1993     |  |  |
| CONMEBOL  | 9              | 4                    | 5              | 4                              | 18 tháng 7 năm 1993    | 17 tháng 11 năm 1993    |  |  |
| OFC       | 7              | 0                    | 7              | 0                              | 7 tháng 6 năm 1992     | 17 tháng 11 năm 1993    |  |  |
| UEFA      | 38+1           | 12+1                 | 26             | 12+1                           | 22 tháng 4 năm 1992    | 17 tháng 11 năm 1993    |  |  |
| Tổng cộng | 145+2          | 22+2                 | 123            | 22+2                           | 21 tháng 3 năm 1992    | 17 tháng 11 năm 1993    |  |  |

1. ↑  Israel không trở thành thành viên chính thức của UEFA cho đến năm 1994, nhưng đã tham dự ở vòng loại khu vực châu Âu khi chuẩn bị trở thành thành viên.

## Vòng loại các khu vực

### AFC
Vòng loại của các đội AFC có 2 vòng. Vòng 1 các đội được chia thành 6 bảng, các đội thi đấu trong bảng hai lượt. Đội đứng đầu mỗi bảng lọt vào vòng cuối và thi đấu một lượt.
Có tổng cộng 29 đội tuyển quốc gia tham dự vòng loại và cạnh tranh cho 2 suất. Ả Rập Xê Út và Hàn Quốc vượt qua vòng loại.
| Chú thích                                   |
| ------------------------------------------- |
| Quốc gia giành quyền tham dự World Cup 1994 |

#### Kết quả (Vòng cuối)
| VT | Đội               | ST | Đ |
| -- | ----------------- | -- | - |
| 1  | Ả Rập Xê Út       | 5  | 7 |
| 2  | Hàn Quốc          | 5  | 6 |
| 3  | Nhật Bản          | 5  | 6 |
| 4  | Iraq              | 5  | 5 |
| 5  | Iran              | 5  | 4 |
| 6  | CHDCND Triều Tiên | 5  | 2 |

### CAF
Vòng loại của các đội CAF có 2 vòng. Vòng 1 các đội được chia thành 9 bảng, Các đội thi đấu theo thể thức sân nhà - sân khách. Đội đứng đầu mỗi bảng lọt vào vòng cuối.
Ở vòng cuối, các đội được chia thành 3 bảng. Các đội thi đấu theo thể thức sân nhà - sân khách. Đội đứng đầu mỗi bảng vượt qua vòng loại
Có tổng cộng 40 đội tuyển quốc gia tham dự vòng loại và cạnh tranh cho 3 suất. Nigeria, Maroc và Cameroon vượt qua vòng loại.
| Chú thích                                   |
| ------------------------------------------- |
| Quốc gia giành quyền tham dự World Cup 1994 |

#### Kết quả (Vòng cuối)
| Đội         | ST | Đ |
| ----------- | -- | - |
| Nigeria     | 4  | 5 |
| Bờ Biển Ngà | 4  | 5 |
| Algérie     | 4  | 2 |

| Đội     | ST | Đ |
| ------- | -- | - |
| Maroc   | 4  | 6 |
| Zambia  | 4  | 5 |
| Sénégal | 4  | 1 |

| Đội      | ST | Đ |
| -------- | -- | - |
| Cameroon | 4  | 6 |
| Zimbabwe | 4  | 4 |
| Guinée   | 4  | 2 |

### CONCACAF
Vòng loại của các đội CONCACAF có 3 vòng. México và Canada được miễn và vào vòng 2. Các đội còn lại được chia thành khu vực Caribe và khu vực Trung Mỹ. Ở khu vực Caribe, 14 đội thi đấu loại trực tiếp theo thể thức sân nhà - sân khách để xác định ba đội vào vòng 2. Ở khu vực Trung Mỹ, 6 đội chia cặp thi đấu loại trực tiếp theo thể thức sân nhà - sân khách. Đội thắng lọt vào vòng 2.
Ở vòng 2, 8 đội được chia thành 2 bảng, mỗi bảng 4 đội. Các đội thi đấu theo thể thức sân nhà - sân khách. Đội đứng nhất và đứng nhì mỗi bảng lọt vào vòng cuối.
Ở vòng cuối, 4 đội thi đấu theo thể thức sân nhà - sân khách. Đội nhất bảng vượt qua vòng loại. Đội nhì bảng vào trận play-off liên lục địa CONCACAF–OFC. México vượt qua vòng loại và Canada vào vòng play-off.
| Chú thích                                               |
| ------------------------------------------------------- |
| Quốc gia giành quyền tham dự World Cup 1994             |
| Quốc gia giành quyền tham dự trận play-off CONCACAF–OFC |

#### Kết quả (Vòng cuối)
| VT | Đội         | ST | Đ  |
| -- | ----------- | -- | -- |
| 1  | México      | 6  | 10 |
| 2  | Canada      | 6  | 7  |
| 3  | El Salvador | 6  | 4  |
| 4  | Honduras    | 6  | 3  |

### CONMEBOL
Có 9 đội CONMEBOL tham dự vòng loại (Chile bị FIFA cấm do sự cố Maracanazo 1989). 9 đội được chia thành 2 bảng. Các đội thi đấu theo thể thức sân nhà - sân khách. Bảng A có 1 suất vượt qua vòng loại và 1 suất play-off, trong khi bảng B có 2 suất vượt qua vòng loại. Colombia, Brasil và Bolivia vượt qua vòng loại và Argentina vào vòng play-off.
| Chú thích                                                        |
| ---------------------------------------------------------------- |
| Quốc gia giành quyền tham dự World Cup 1994                      |
| Quốc gia giành quyền tham dự trận play-off CONCACAF/OFC–CONMEBOL |

#### Kết quả
| Đội       | ST | Đ  |
| --------- | -- | -- |
| Colombia  | 6  | 10 |
| Argentina | 6  | 7  |
| Paraguay  | 6  | 6  |
| Perú      | 6  | 1  |

| Đội       | ST | Đ  |
| --------- | -- | -- |
| Brasil    | 8  | 12 |
| Bolivia   | 8  | 11 |
| Uruguay   | 8  | 10 |
| Ecuador   | 8  | 5  |
| Venezuela | 8  | 2  |

### OFC
Vòng loại của các đội OFC bao gồm 2 vòng. 7 đội ban đầu tham dự và được chia thành 2 bảng, nhưng Tây Samoa rút lui. 2 đội đứng đầu mỗi bảng sau đó thi đấu theo thể thức sân nhà - sân khách. Đội thắng vào vòng play-off liên lục địa. Úc thắng và vào vòng play-off.

#### Vòng 2
| Đội 1       | TTS | Đội 2 | Lượt đi | Lượt về |
| ----------- | --- | ----- | ------- | ------- |
| New Zealand | 0–4 | Úc    | 0–1     | 0–3     |

### UEFA
38 đội UEFA ban đầu tham dự vòng loại, nhưng Liechtenstein rút lui và Nam Tư bị cấm tham dự.
36 đội được chia thành 6 bảng: 1 bảng 5 đội, 4 bảng 6 đội, và 1 bảng 7 đội. Các đội thi đấu theo thể thức sân nhà - sân khách. Đội đứng nhất và đứng nhì vượt qua vòng loại.
Ý, Thụy Sĩ, Na Uy, Hà Lan, Tây Ban Nha, Ireland, România, Bỉ, Hy Lạp, Nga, Thụy Điển, và Bulgaria vượt qua vòng loại.
| Chú thích                                   |
| ------------------------------------------- |
| Quốc gia giành quyền tham dự World Cup 1994 |

#### Kết quả
| Đội        | ST | Đ  |
| ---------- | -- | -- |
| Ý          | 10 | 16 |
| Thụy Sĩ    | 10 | 15 |
| Bồ Đào Nha | 10 | 14 |
| Scotland   | 10 | 11 |
| Malta      | 10 | 3  |
| Estonia    | 10 | 1  |

| VT | Đội        | ST | Đ  |
| -- | ---------- | -- | -- |
| 1  | Na Uy      | 10 | 16 |
| 2  | Hà Lan     | 10 | 15 |
| 3  | Anh        | 10 | 13 |
| 4  | Ba Lan     | 10 | 8  |
| 5  | Thổ Nhĩ Kỳ | 10 | 7  |
| 6  | San Marino | 10 | 1  |

| VT | Đội              | ST | Đ  |
| -- | ---------------- | -- | -- |
| 1  | Tây Ban Nha      | 12 | 19 |
| 2  | Cộng hòa Ireland | 12 | 18 |
| 3  | Đan Mạch         | 12 | 18 |
| 4  | Bắc Ireland      | 12 | 13 |
| 5  | Litva            | 12 | 7  |
| 6  | Latvia           | 12 | 5  |
| 7  | Albania          | 12 | 4  |

| VT | Đội                                   | ST | Đ  |
| -- | ------------------------------------- | -- | -- |
| 1  | România                               | 10 | 15 |
| 2  | Bỉ                                    | 10 | 15 |
| 3  | Đại diện của Cộng hòa Séc và Slovakia | 10 | 13 |
| 4  | Wales                                 | 10 | 12 |
| 5  | Síp                                   | 10 | 5  |
| 6  | Quần đảo Faroe                        | 10 | 0  |

| VT | Đội        | ST | Đ  |
| -- | ---------- | -- | -- |
| 1  | Hy Lạp     | 8  | 14 |
| 2  | Nga        | 8  | 12 |
| 3  | Iceland    | 8  | 8  |
| 4  | Hungary    | 8  | 5  |
| 5  | Luxembourg | 8  | 1  |

| VT | Đội       | ST | Đ  |
| -- | --------- | -- | -- |
| 1  | Thụy Điển | 10 | 15 |
| 2  | Bulgaria  | 10 | 14 |
| 3  | Pháp      | 10 | 13 |
| 4  | Áo        | 10 | 8  |
| 5  | Phần Lan  | 10 | 5  |
| 6  | Israel    | 10 | 5  |

## Vòng play-off liên lục địa
Đây là lần đầu tiên có 2 lượt trận ở vòng play-off liên lục địa. Đội CONCACAF và OFC thi đấu trận đầu tiên theo thể thức sân nhà - sân khách. Đội thắng sau đó đấu với đội CONMEBOL theo thể thức sân nhà - sân khách. Đội thắng vượt qua vòng loại.

### CONCACAF v OFC
| Đội 1  | TTS         | Đội 2 | Lượt đi | Lượt về      |
| ------ | ----------- | ----- | ------- | ------------ |
| Canada | 3–3 (1–4 p) | Úc    | 2–1     | 1–2 (s.h.p.) |

### OFC v CONMEBOL
| Đội 1 | TTS | Đội 2     | Lượt đi | Lượt về |
| ----- | --- | --------- | ------- | ------- |
| Úc    | 1–2 | Argentina | 1–1     | 0–1     |

## Cầu thủ ghi bàn hàng đầu
13 bàn
- Kazuyoshi Miura

9 bàn
- Florin Răducioiu

8 bàn
- Alaa Kadhim
- Rashidi Yekini
- Ha Seok-Ju
- Piyapong Pue-On
- Ian Rush